# Joshua Eagle
Joshua Andrew Eagle (Toowoomba, 10 de maig de 1973) és un extennista professional retirat i entrenador australià.
Va destacar més en les proves de dobles aconseguint un total de cinc títols i arribant a ocupar l'onzè lloc del rànquing mundial.
Es va casar amb l'austríaca Barbara Schett, també tennista, l'agost de 2007, i van tenir un fill l'any 2009.

## Torneigs de Grand Slam

### Dobles mixts: 1 (0−1)
| Resultat  | Núm. | Any  | Torneig          | Parella        | Oponents                      | Marcador |
| --------- | ---- | ---- | ---------------- | -------------- | ----------------------------- | -------- |
| Finalista | 1.   | 2001 | Open d'Austràlia | Barbara Schett | Corina Morariu Ellis Ferreira | 1−6, 3−6 |

## Palmarès

### Dobles masculins: 24 (5−19)
| Llegenda (pre/post 2009)                                 |
| -------------------------------------------------------- |
| Grand Slams (0−0)                                        |
| Tennis Masters Cup / ATP Finals (0−0)                    |
| ATP Masters Series / ATP World Tour Masters 1000 (0−2)   |
| ATP International Series Gold / ATP World Tour 500 (2−2) |
| ATP International Series / ATP World Tour 250 (3−15)     |

| Títols per superfície |
| --------------------- |
| Dura (3−7)            |
| Gespa (0−2)           |
| Terra batuda (2−9)    |
| Moqueta (0−1)         |

| Resultat  | Núm. | Data                 | Torneig                         | Superfície   | Parella          | Oponents                           | Marcador            |
| --------- | ---- | -------------------- | ------------------------------- | ------------ | ---------------- | ---------------------------------- | ------------------- |
| Finalista | 1.   | 1 de maig de 1995    | Seül, Corea del Sud             | Dura         | Andrew Florent   | Sébastien Lareau Jeff Tarango      | 3−6, 2−6            |
| Finalista | 2.   | 16 de juny de 1996   | Porto, Portugal                 | Terra batuda | Andrew Florent   | Emanuel Couto Bernardo Mota        | 6−4, 4−6, 4−6       |
| Finalista | 3.   | 14 de juliol de 1996 | Bastad, Suècia                  | Terra batuda | Peter Nyborg     | David Ekerot Jeff Tarango          | 4−6, 6−3, 4−6       |
| Guanyador | 1.   | 12 de gener de 1998  | Adelaida, Austràlia             | Dura         | Andrew Florent   | Ellis Ferreira Rick Leach          | 6−4, 6−7, 6−3       |
| Finalista | 4.   | 4 de maig de 1998    | Múnic, Alemanya                 | Terra batuda | Andrew Florent   | Todd Woodbridge Mark Woodforde     | 0−6, 3−6            |
| Finalista | 5.   | 21 de juny de 1998   | 's-Hertogenbosch, Països Baixos | Gespa        | Andrew Florent   | Guillaume Raoux Jan Siemerink      | 6−7(5), 2−6         |
| Finalista | 6.   | 26 de juliol de 1998 | Stuttgart, Alemanya             | Terra batuda | Jim Grabb        | Olivier Delaître Fabrice Santoro   | 1−6, 6−3, 3−6       |
| Finalista | 7.   | 2 d'agost de 1998    | Kitzbühel, Àustria              | Terra batuda | Andrew Kratzmann | Tom Kempers Daniel Orsanic         | 3−6, 4−6            |
| Finalista | 8.   | 6 de març de 2000    | Delray Beach, Estats Units      | Dura         | Andrew Florent   | Brian MacPhie Nenad Zimonjić       | 5−7, 4−6            |
| Finalista | 9.   | 27 d'abril de 2000   | Estoril, Portugal               | Terra batuda | David Adams      | Donald Johnson Piet Norval         | 4−6, 5−7            |
| Finalista | 10.  | 30 de juliol de 2000 | Kitzbühel (2)                   | Terra batuda | Andrew Florent   | Pablo Albano Cyril Suk             | 3−6, 6−3, 3−6       |
| Finalista | 11.  | 6 d'agost de 2000    | Toronto, Canadà                 | Dura         | Andrew Florent   | Sébastien Lareau Daniel Nestor     | 3−6, 6−7(3)         |
| Guanyador | 2.   | 4 de març de 2001    | Dubai, Emirats Àrabs Units      | Dura         | Sandon Stolle    | Nenad Zimonjić Daniel Nestor       | 6−4, 6−4            |
| Finalista | 12.  | 22 d'abril de 2001   | Montecarlo, Mònaco              | Terra batuda | Andrew Florent   | Jonas Björkman Todd Woodbridge     | 6−3, 4−6, 2−6       |
| Finalista | 13.  | 13 de gener de 2002  | Sydney, Austràlia               | Dura         | Sandon Stolle    | Donald Johnson Jared Palmer        | 4−6, 4−6            |
| Finalista | 14.  | 3 de març de 2002    | Dubai                           | Dura         | Sandon Stolle    | Mark Knowles Daniel Nestor         | 6−3, 3−6, [11−13]   |
| Guanyador | 3.   | 14 de juliol de 2002 | Gstaad, Suïssa                  | Terra batuda | David Rikl       | Massimo Bertolini Cristian Brandi  | 7−6(5), 6−4         |
| Guanyador | 4.   | 21 de juliol de 2002 | Stuttgart                       | Terra batuda | David Rikl       | David Adams Gastón Etlis           | 6−3, 6−4            |
| Finalista | 15.  | 6 d'octubre de 2002  | Moscou, Rússia                  | Moqueta (i)  | Sandon Stolle    | Roger Federer Max Mirnyi           | 4−6, 6−7(0)         |
| Guanyador | 5.   | 13 d'octubre de 2002 | Viena, Àustria                  | Dura         | Sandon Stolle    | Jiří Novák Radek Štěpánek          | 6−4, 6−3            |
| Finalista | 16.  | 12 de gener de 2003  | Sydney (2)                      | Dura         | Mahesh Bhupathi  | Paul Hanley Nathan Healey          | 6−7(3), 4−6         |
| Finalista | 17.  | 4 de maig de 2003    | Múnic (2)                       | Terra batuda | Jared Palmer     | Wayne Black Kevin Ullyett          | 3−6, 5−7            |
| Finalista | 18.  | 22 de juny de 2003   | Nottingham, Regne Unit          | Gespa        | Jared Palmer     | Bob Bryan Mike Bryan               | 6−7(3), 6−4, 6−7(4) |
| Finalista | 19.  | 3 d'agost de 2003    | Los Angeles, Estats Units       | Dura         | Sjeng Schalken   | Jan-Michael Gambill Travis Parrott | 4−6, 6−3, 5−7       |

## Trajectòria

### Individual
| Open d'Austràlia | Q1  | Q1  | Q1  | Q1  | 1R  | Q1  | Q1  | A   | Q3   | A   | 0 / 1  | 0 − 1  |
| Roland Garros | A   | A   | A   | A   | 1R  | Q2  | A   | A   | A    | A   | 0 / 1  | 0 − 1  |
| Wimbledon | A   | A   | A   | A   | Q1  | Q1  | Q1  | A   | A    | A   | 0 / 0  | 0 − 0  |
| US Open | A   | A   | A   | A   | Q3  | Q1  | A   | A   | A    | A   | 0 / 0  | 0 − 0  |
| Total Victòries−Derrotes                                                                                                   | 0−0 | 0−0 | 0−0 | 1−1 | 1−4 | 0−1 | 0−2 | 1−3 | 0−0  | 0−0 | 3 − 12 | 3 − 12 |
| Rànquing a final d'any | 732 | 789 | 557 | 228 | 295 | 589 | 697 | 492 | 1045 | −   |        |        |
| Llegenda: G: Guanyador; F: Finalista; SF: Semifinalista; QF: Quarts de final; Q: Qualificació; A: Absent; RR: Round Robin; |     |     |     |     |     |     |     |     |      |     |        |        |

### Dobles masculins
| Open d'Austràlia | A   | A   | 1R  | 2R  | 1R    | 2R    | 1R    | 2R    | 1R   | QF    | QF    | 3R    | 1R    | 1R  | 0 / 12    | 11 − 12   |
| Roland Garros | A   | A   | A   | 3R  | 3R    | 1R    | QF    | 3R    | A    | 3R    | 3R    | 2R    | 3R    | A   | 0 / 9     | 16 − 9    |
| Wimbledon | Q1  | A   | A   | 1R  | 2R    | 1R    | 1R    | 1R    | A    | 2R    | 2R    | 3R    | 3R    | 1R  | 0 / 10    | 7 − 10    |
| US Open | A   | A   | A   | 1R  | 1R    | 1R    | 1R    | 1R    | A    | 1R    | 3R    | 1R    | 3R    | A   | 0 / 9     | 3 − 9     |
| ATP Tour World Championships                                                                                               | A   | A   | A   | A   | A     | A     | A     | RR    | A    | RR    | A     | A     | A     | A   | 0 / 2     | 2 − 2     |
| Total Victòries−Derrotes                                                                                                   | 1−1 | 2−1 | 2−3 | 6−8 | 13−18 | 24−26 | 22−25 | 37−28 | 7−10 | 33−31 | 36−25 | 51−27 | 28−22 | 0−4 | 262 − 229 | 262 − 229 |
| Rànquing a final d'any | 450 | 326 | 147 | 133 | 92    | 47    | 47    | 23    | 138  | 25    | 24    | 16    | 30    | 976 |           |           |
| Llegenda: G: Guanyador; F: Finalista; SF: Semifinalista; QF: Quarts de final; Q: Qualificació; A: Absent; RR: Round Robin; |     |     |     |     |       |       |       |       |      |       |       |       |       |     |           |           |

### Dobles mixts
| Open d'Austràlia | A  | A  | A  | QF | 1R | 1R | A  | F  | 1R | 2R | 0 / 6 | 7 − 6  |
| Roland Garros | 3R | 2R | 1R | 1R | QF | A  | 1R | 1R | 2R | 1R | 0 / 9 | 6 − 9  |
| Wimbledon | A  | 2R | 3R | 1R | 1R | A  | SF | 1R | 3R | 2R | 0 / 8 | 10 − 8 |
| US Open | A  | A  | QF | 1R | 1R | A  | QF | 2R | A  | 1R | 0 / 6 | 5 − 6  |
| Llegenda: G: Guanyador; F: Finalista; SF: Semifinalista; QF: Quarts de final; Q: Qualificació; A: Absent; RR: Round Robin; |    |    |    |    |    |    |    |    |    |    |       |        |